# 김종엽 (성우)
김종엽(1994년 6월 20일 ~ )은 대한민국의 성우로, 대원방송 성우극회 공채 12기로 입사했다.

## 출연작

### 애니메이션
2022년
- 디지몬 어드벤처: - 발두르몬, 마하몬, 와이즈몬, 블로서몬, 그리즈몬, 두둥몬
- 보틀맨 DX - 류범주 / 시트러스, 나레이션
- 반요 야샤히메 - 설수[1], 메이도마루, 너구리 3, 운에이 외 각종 단역
- 원피스 무사의 나라 편 - CPO-2, 브리스콜라, 고릴라, 포트릭스, 오하구로, 스컬, 코타츠, 우니 외 각종 단역
- 유희왕 SEVENS - 캐터필리오, 하유진, 고우, 사광배, 사만기, 반달곰탈 맥스웰, 강시우, 감마, 가뱅 외 각종 단역
- 트로피컬 루즈! 프리큐어 - 각종 단역
- 쾌걸 근육맨 2세(재더빙) - 가젤맨, 제로니모, 사마왕, 죽음의 신호등, 해골맨, 제트맨, 더 마천루, 파샹고, 다즐
- 게게게의 키타로 6기 - 응애할아범, 단지로, 우귀, 카루라, 바다법사, 키타시마 아츠시
- 일곱 바다의 티코 - 고르와, 필립 길모어, 마르셀리니, 카를로, 주세페, 앙주앙, 쿨리에
- 시골소녀 폴리아나 - 티모시 외 각종 단역
- 로미오의 푸른 하늘 - 디노, 아우구스트, 리날도, 카셀라 교수, 바레시, 리조, 에밀리오, 이보, 사베리오
- 나의 히어로 아카데미아 6기 - 로봇, 2대 계승자, 생텀, 승려, 교도관[2] 외 각종 단역
- 블리치 천년혈전 편 - 이시다 우류, 시바 간쥬
- 카드파이트!! 뱅가드 will+Dress - 코시바 라이카
- 호빵맨 - 소라 아빠, 닌자 사범 외 각종 단역

2023년
- 말랑쁘니 - 나레이션
- 마루코는 아홉살 3기 - 각종 단역
- 팬더와 친구들의 모험 - 선생님, 시장
- 나와 로보코 - 닥터 못커스, 심판, 도움맨, 내레이션
- 꼬마마법사 레미(재더빙) - 신도영, 수의사, 파파야 형제의 형, 은서 아빠, 허씨 할아버지, 킹코만도, 장우 아빠, 산타클로스, 사장님
- 원피스 무사의 나라 편 - 하쿠간 외 각종 단역
- 블리치 천년혈전 편 : 결별담 - 이시다 우류, 히요스
- 게게게의 키타로 6기 - 응애할아범, 유두
- 닥터 스톰 NEW WORLD - 이바라
- 키테레츠 대백과(재더빙) - 강발영, 송모범, 구청장, 오중 아저씨, 전무, 트럭 운전사 아저씨, 오예스 기획 사장, 상욱

2024년
- 언데드 언럭 - 오텀(페이즈 1)
- 드래곤볼(재더빙) - 블루 장군, 아크맨

### 극장판 애니메이션
- 그대들은 어떻게 살 것인가 - 앵무새 대왕
- 도라에몽 극장판 시리즈
- 극장판 도라에몽: 진구의 우주소전쟁 2021 - 겐부, 지하 리더
- 극장판 도라에몽: 진구와 하늘의 유토피아 - 미래 백화점 배달원
- 세계명작극장 극장판 시리즈
- 극장판 소공녀 세라 - 람다스
- 극장판 안녕 앤 - 에그맨, 톰
- 극장판 엄마찾아 삼만리 - 페데리코, 지로티
- 극장판 키다리 아저씨 - 아마사이
- 극장판 톰 소여의 모험 - 로빈슨
- 극장판 플랜더스의 개 - 헤르몬드, 레이

### 특촬물
- 가면라이더 세이버 - 유리 / 가면라이더 최광, 골렘 메기도, 개미 메기도, 피라냐 메기도, 고블린 메기도, 김태현, 현신 디아고 / 로드 오브 와이즈 디아고, 오르테카 / 대왕오징어 데드맨
- 가면라이더 리바이스 - 오르테카 / 하진성[3] / 대왕오징어 데드맨 / 가면라이더 데몬즈 / 아노말로카리스 데드맨, 이조정, 인호 / 지호인
- 파워레인저 돈브라더즈 - 두견(블랙 도기 브라더), 광팬 / 우주귀 / 우주킹, 장로 1
- 도겐져스 - 김차남 / 루키

### 게임
- 쿠키런: 킹덤 - 버터롤맛 쿠키
- 은혜 갚은 새색시 - 단역

### 기타
블록나라의 알로스 - 미타 / 불린